# Apentacentrus fulvus
Apentacentrus fulvus är en insektsart som först beskrevs av Lucien Chopard 1926.  Apentacentrus fulvus ingår i släktet Apentacentrus och familjen syrsor. Inga underarter finns listade i Catalogue of Life.